# Музей дитинства (Лондон)
Музей дитинства у Лондоні (англ. V&A Museum of Childhood) є філією Музею Вікторії та Альберта — всесвітньо відомого британського музею декоративно-ужиткового мистецтва. Музейна колекція, яку складають дитячі іграшки та ігри, ляльковий одяг, меблі, інші речі, пов'язані з дитинством, охоплює період від XVI століття і до наших часів. Музей веде активну просвітницьку діяльність, щомісяця приймає близько 30 тисяч відвідувачів. Окрім того, будівля, в якій розміщується музей, є пам'яткою архітектури і охороняється законом.

## Історія

### Заснування
У 1851 році у Лондоні пройшла перша «Велика виставка робіт промисловості всіх націй». Натхненний її успіхом, принц Альберт ініціював відкриття наступного року Музею виробів (Museum of Manufactures), який мав надати можливість доступу до творів мистецтва широкому загалу, підвищити рівень освіченості робітників та стати джерелом натхнення для британських дизайнерів і виробників. У 1857 році музей, значно розширивши свою експозицію, змінив місце розташування та відповідно до цього й назву, ставши Музеєм Південного Кенсінгтона (South Kensington Museum). Музей був дуже популярним, у наступні роки ще розрісся, зайняв додаткові будівлі та приміщення.
У 1864 році було вирішено, що аналогічні музеї мають бути у кожній частині Лондону — на півночі, сході та півдні. Зрештою ідею реалізували лише в Іст-Енді, і так з'явився Музей Бетнал-Грін (Bethnal Green Museum), як філія Музею Південного Кенсінгтона. 24 червня 1872 року його було урочисто відкрито принцом Уельським. Саму будівлю музею, в основі якої був сталевий каркас, буквально перенесли: попередньо розміщену у Південному Кенсінгтоні, її розібрали і знову зібрали вже у Бетнал-Грін. Окрасою споруди, викладеної з червоної цегли, стали три фронтони, великі вікна, мозаїчні панно на північному та південному фасадах. Вражаючими масштабами внутрішнього простору та розміщенням центральної нави, оточеної проходами з галереями, зсередини будівля нагадувала собор. Цей музей став дуже популярним, за перший рік його відвідали майже 1,5 мільйони осіб. Колекції доповнювалися та розширювалися, але чіткої спеціалізації та мети, окрім як представлення культурної спадщини Великої Британії у Іст-Енді, він не мав.
З часом колекції Музею Південного Кенсінгтона було перерозподілено, сам музей реорганізовано, виділено спеціалізацію (мистецтво та дизайн) і в 1899 році перейменовано у Музей Вікторії та Альберта (Victoria and Albert Museum або V&A Museum) — на честь королеви Вікторії та її чоловіка, принца Альберта. Доля Бетнал-Грін ще деякий час була невизначеною: королівська родина почала зберігати тут свої подарунки і з міркувань безпеки під час Першої світової війни музей взагалі було закрито (вважалося, що у сховищі фонду буде безпечніше, аніж за відкритого доступу).

### 1922–1974

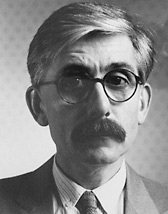
Рой Стронг, директор Музею Вікторії та Альберта у 1973–1987 рр.

Процес становлення Музею дитинства розпочався у 1922 році. Щойно призначений головний куратор Артур Сабін (Arthur Sabin) отримав завдання реорганізувати Бетнал-Грін. Свого часу він був вражений дитячою виставкою у Музеї Вікторії та Альберта 1915 року і вирішив у оновленому музеї представити колекції, пов'язані виключно з дитинством, організувавши експозицію так, щоб вона була доступною для маленьких відвідувачів. Картини повісили на нижчому рівні, аніж зазвичай, для школярів проводилися окремі лекції і екскурсії. В 1925 році у музеї відкрилася класна кімната для занять, було запрошено вчителів. Зацікавившись музеєм, свої іграшки йому передала Мері Текська (дружина короля Георга V), а за її прикладом так почали чинити й інші видатні особистості.
Друга світова війна призупинила розвиток Музею дитинства, до 1950-го року тут розміщувалася громадська їдальня. Коли двері музею знову відчинилися, акценту на дітях вже не було: поміж інших численних об'єктів до уваги пропонувалася лише невелика експозиція на дитячу тему. Але з часом інтерес до неї поновився, і ця частина колекції стала дуже популярною. Зваживши на це, Рой Стронг (Roy Strong), якого у 1973 році було призначено директором Музею Вікторії та Альберта, ініціював низку змін і у 1974-му відбулося повторне відкриття Бетнал-Грін, вже як Музею дитинства (Bethnal Green Museum of Childhood).
1973 року будівлю Бетнал-Грін було занесено до переліку пам'яток архітектури Англії, як один з найбільш ранніх, вцілілих прикладів споруди зі збірним сталевим каркасом. У такий спосіб, зокрема, було збудовано і Кришталевий палац, повністю знищений пожежею 1936 року. Ця революційна технологія, застосування якої стало важливою віхою в історії будівництва, набувши подальшого розвитку, наприкінці XIX століття була використана для будівництва перших хмарочосів.

### Після 1974

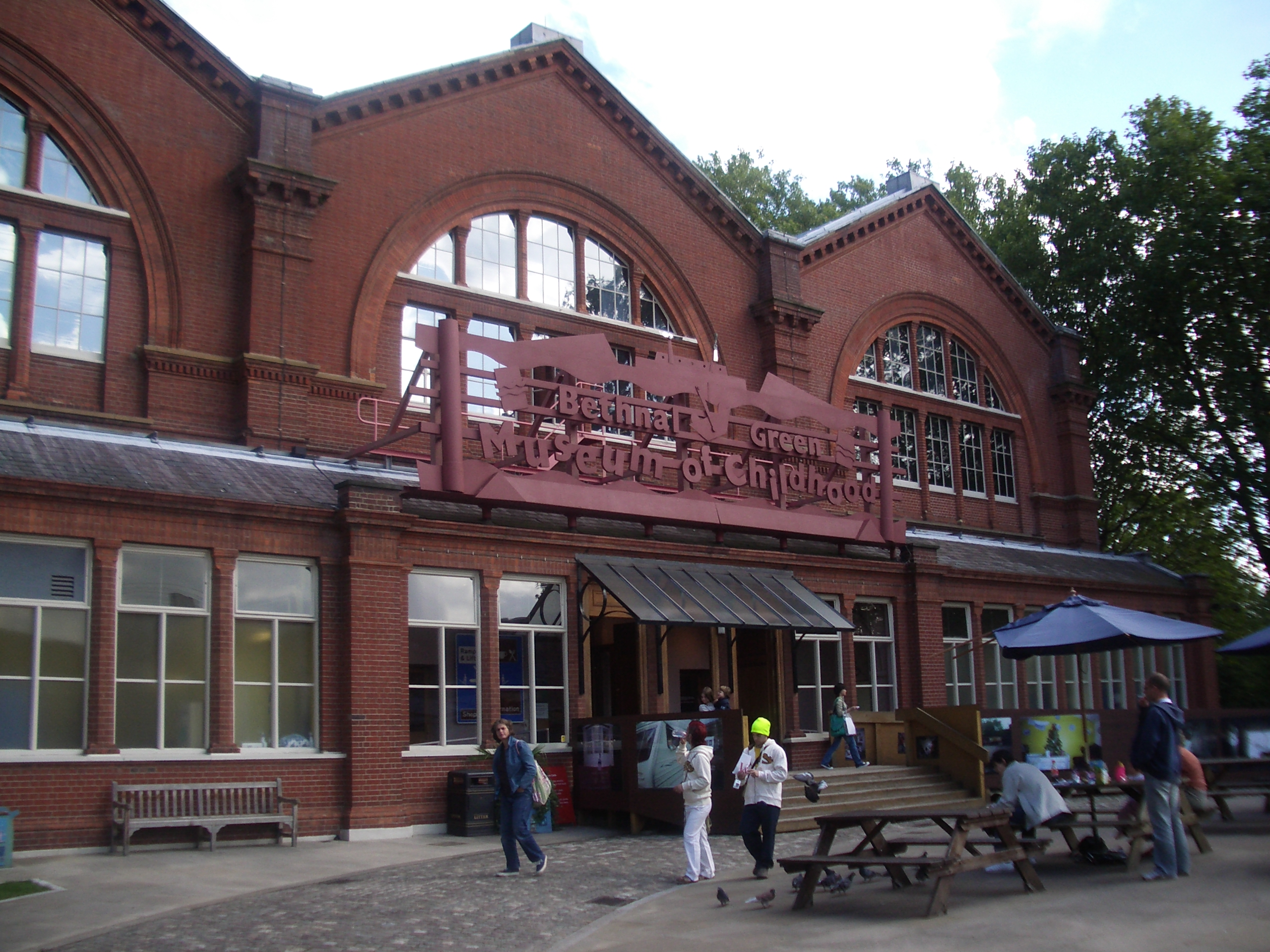
Зовнішній вигляд Музею дитинства до його реконструкції 2006 року

З часом, всі колекції, пов'язані з дитинством, що мав Музей Вікторії та Альберта у Південному Кенсінгтоні, було передано до Бетнал-Грін. І, навпаки, все, що не стосувалося цієї теми, з Музею дитинства перемістилося у Південний Кенсінгтон. Окрім того, фонд поповнювався за рахунок придбання іграшок у виробників, державної підтримки та пожертв від приватних осіб. Музей мав на меті бути не просто зібранням дитячих колекцій, а стати закладом, головні в якому — діти. Тому, окрім власне експонатів, до уваги маленьких відвідувачів щодня пропонувалися різноманітні заняття, лекції, ігри, конкурси, тощо.
У новому тисячолітті було розпочато масштабну реконструкцію музею, першу за всю історію його існування. Її виконали у два етапи: у 2003-му відремонтували стелю, дах, зали першого поверху та фоє, у 2006-му оновили інші зали, внутрішні комунікації та службові приміщення, відкрили новий центр навчання, змінили та добудували головний вхід. Відтепер Музей дитинства став більш сучасним, просторим і функціональним. За цей проект архітектурне бюро, яке виконувало роботи, здобуло у 2007 році головну нагороду Королівського інституту британських архітекторів — RIBA Award. Після реконструкції Музей дитинства відкрився під новою назвою: V&A Museum of Childhood.

## Фонд музею
Фонд Музею дитинства охоплює період від XVI століття і до наших часів, налічуючи понад 100 тис. об'єктів, серед яких, окрім іграшок, також представлені предмети догляду за дітьми, одяг, матеріали для навчання, лялькові театри. В архівних колекціях музею зібрано документацію з британської історії виробництва та дизайну іграшок, освіти і дитинства в цілому: каталоги, рекламні брошури, технічні креслення, фотографії та плівки, листи, газетні вирізки, шкільні звіти.
Колекції музею:
| - Конструктори Представлені набори для складання моделей техніки, будиночків, чоловічків та багато іншого, кожен з яких має свою історію. Випуск LEGO почався у 1932 році з дерев'яних моделей; набори Meccano випускаються з 1901 року та містять електродвигуни; у перших наборах Mr Potato Head, який також є персонажем серії мультфільмів «Історія іграшок», були тільки пластмасові очі, вуха, ніс і рот, які треба було приєднувати до справжньої картоплини, аби утворити чоловічка. - Одяг Серед понад 6000 одиниць одягу та аксесуарів для дітей від народження і до підліткового віку містяться такі унікальні речі, як сукні для хлопчиків (носили до 1920-х років), дитячі пальто для жалоби, капелюхи «Пудинг», печворк-сукні, набори для сповивання кінця XVI століття. - Ляльки Ця колекція є найбільшою у Великій Британії і налічує понад 4000 ляльок, виготовлених з найрізноманітніших матеріалів: дерево, тканина, кераміка, воск, пластмаса, кістки тварин, сушені фрукти, волосся. Значна кількість експонатів свого часу була власністю членів королівської родини. - Лялькові будинки та інвентар У колекції музею близько 100 лялькових будинків, макетів та магазинів, найстаріший з яких було виготовлено у 1673 році. Спочатку вони використовувалися як прикраса інтер'єру, посібник для навчання дівчаток веденню господарства, і лише починаючи з XIX століття стали іграшками для дітей. - Ранні роки Зібрані пляшки, горщики, пелюшки та інші предмети для догляду за малюками у перші роки їхнього життя, що охоплюють період від 1700-х років і до сучасності відображають зміни, що відбулися у моді, ставленні до безпеки та гігієни за цей час. - Меблі До колекції увійшли декоративні (наприклад, дитяча шафа-гардероб у вигляді лялькового будиночку), практичні (стілець-трансформер) та кумедні меблі (стілець, що може вимірювати вагу дитини). Найстаріший предмет — дитячий високий стілець 1640 року. - Ігри Понад 3000 різноманітних настільних ігор, головоломок, ігор для вулиці складають одну з найкращих колекцій у світі. Найбільш цінними вважаються німецька настільна гра 1535 року та карта-головоломка, яка використовувалася для навчання географії дітей короля Георга III. | - Навчання і розвиток Колекція містить іграшки для розвитку та підготовки дитини до навчання у школі, серед них дидактичні матеріали Фрідриха Фребеля, Марії Монтессорі. - Механічні іграшки Механічні іграшки набули широкого розповсюдження з XIX століття. До зібрання музею увійшли роботи на батарейках, машинки з ключиком, йо-йо, слінкі, тощо. - Оптичні іграшки Колекція, що містить чарівні ліхтарі, зоотропи, гральні консолі Nintendo та Сеґа популярна серед дітей і дорослих. - Живопис Багате зібрання картин демонструє, як протягом чотирьох останніх століть змінювалися костюми, ігри та процес навчання, а також в цілому ставлення до дітей та дитинства. - Лялькові театри та маріонетки Представлені дитячі лялькові театри доповнюють маріонетки з усього світу: індонезійські ляльки Ваянг, англійські Панч і Джуді, японські фігурки Бунраку. До колекції також увійшли популярні ляльки-персонажі телевізійних шоу. - Іграшкові фігурки Колекцію музею з понад 1000 об'єктів склали металеві, дерев'яні, паперові, пластмасові фігурки солдатиків і цивільних, а також герої Хі-Мен, Зоряних війн, Гаррі Потера. - Плюшеві ведмедики та м'які іграшки Серед найбільш відомих представників колекції є ведмедик, одягнений на зразок королеви Вікторії у жалобі; ведмедик Томмі, якому його власник щороку надсилав до музею вітальні листівки до дня народження; слоник Пампі, який має у своєму гардеробі костюм моряка з мідними ґудзиками, кілт, зелений оксамитовий піджак і був виготовлений на початку XX століття власноруч дітьми однієї лондонської сім'ї. - Транспорт До транспортних засобів колекції увійшли іграшкові аналоги Гоґвортського експресу, Aston Martin Джеймса Бонда, «Синього птаха» Малколма Кемпбелла. |

## Експозиція

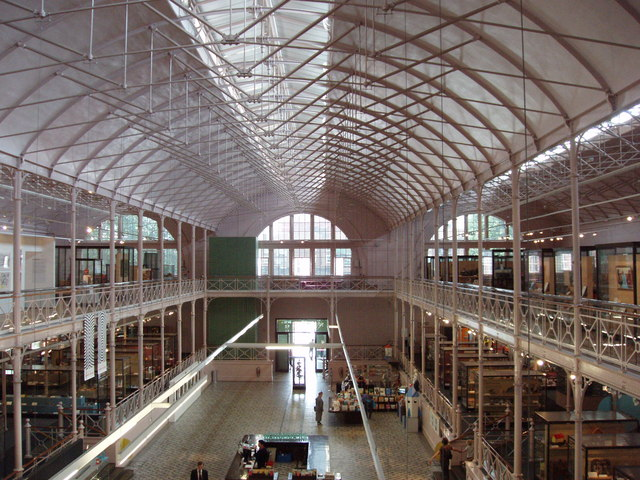
Експозиційний простір Музею дитинства

Музей дитинства має два поверхи, експонати розміщуються у чотирьох галереях, кожну з яких поділено на секції. На додаток до постійної експозиції, ще проводяться тимчасові тематичні виставки, серед таких, наприклад, «Підліток. Ніж. Злочин», «Сучасне британське дитинство», «Військові ігри». Свої об'єкти Музей дитинства також експонує і в інших британських та закордонних музеях.
Галереї музею:
- Галерея у вітальні

Експозицію галереї складають арт-проекти на тему дитинства — роботи відомих митців і молодих художників, як власні, так і у співпраці з громадськістю.
- Галерея рухливих іграшок

Експонати галереї покликані давати дітям знання з різних сфер: науки, дизайну, технологій. Серед них є багато інтерактивних об'єктів, зокрема кінетоскоп і зоотроп — оптичні іграшки, які вважаються різновидом рухливих, оскільки створюють візуальні спецефекти.
| «Тягни-Штовхай»: У секції розміщено іграшки, рух яких спричиняється тим, що їх елементи тягнуть або штовхають: це може бути рука людини, механізм або сила природи (гравітація, магнетизм, вітер, тепло). «Пружини та Коліщатка»: Експозицію секції складають різноманітні механічні іграшки — інерційні, на пружині, з годинниковим механізмом. | «Електричні кола та Мотори»: Іграшки цієї секції рухаються за допомогою електричного струму — від батарейок або мережі. «Погляньмо»: Експонати секції — іграшки, що створюють візуальні ефекти: гральні консолі, чарівні ліхтарі, стереоскопи, зоотропи тощо. |

- Галерея творчості

У цій галереї маленькі відвідувачі можуть не лише ознайомитися з експозицією, а й погратися: тут відведено місце для гри з будівельними конструкторами, створено мультисенсорну зону. Також щодня проводяться заняття з декоративно-ужиткового мистецтва.
| «Уяви»: Експонати секції (ляльки та будинки для них, м'які іграшки, настільні ігри) демонструють, як, в залежності від того, що оточує дитину і що вона споглядає, розвивається її уява. «Надихнися»: Об'єкти секції відображають, що є джерелом натхнення для дітей (безпосереднє оточення, зовнішній світ, світ фантазії), а також як митці, у свою чергу, надихаються з творчої діяльності дітей. Окрім індіанських ляльок і російських матрьошок, тут також представлені іграшки, створені за мотивами телевізійних передач і кінофільмів. | «Досліди»: Серед експонатів секції, які показують, як діти реалізують свої ідеї на практиці, є конструктори, музичні інструменти, набори для хімічних дослідів, креслення іграшок з їх прототипами. «Зроби це»: Експозицію секції склали малюнки, вітальні листівки, ігри та іграшки, виготовлені дітьми, в тому числі з нестандартних матеріалів (гелікоптер з консервних бляшанок, лялька з горіхів, птах з мушлі). Крім того тут представлені роботи дітей і дорослих, створені під впливом колекцій та програм музею. |

- Галереї дитинства

Кожна секція цієї галереї досліджує певний аспект життя дитини, починаючи від самого народження. У секції «Час розваг» цікавим експонатом є картина художника Дена Джонса «Майданчик, що співає» (The Singing Playground). Полотно розміром 522х299 см, зображає 148 різних дитячих ігор, що супроводжуються більш як 300 підписами, серед них, зокрема, фрагменти пісень з 60 країн світу, написані мовою оригіналу. Цю картину також розміщено на сайті музею, з можливістю прослуховування музичного супроводу.
| «Малюки»: Окрім численних предметів догляду за немовлятами та розваг для них, у секції також представлені й іграшкові аналоги цих речей — багатьом дітям подобається грати роль «турботливих батьків». «Дім»: Експозицію секції склали лялькові будинки та інвентар для них. «Що ми одягаємо?»: Експонати секції — дитячий одяг та взуття останніх 250 років, вигляд яких зазнав найбільших змін у 1790-х, 1920-х і 1960-х роках. Відвідувачі мають можливість приміряти на себе взуття різних епох. | «Ким я буду?»: Експонати, представлені у секції, демонструють уявлення дітей про свою майбутню професію та як вони змінювалися протягом десятиліть. Тут є фігурки солдатиків і зброя, макети лікарень, іграшкові предмети побуту й посуд. «Час розваг»: Експозиція секції містить об'єкти, що ілюструють різноманітні форми дозвілля дітей: настільні та карткові ігри, музичні інструменти, набори для фокусів, речі для відпочинку на морі та предмети, пов'язані з цирком. |

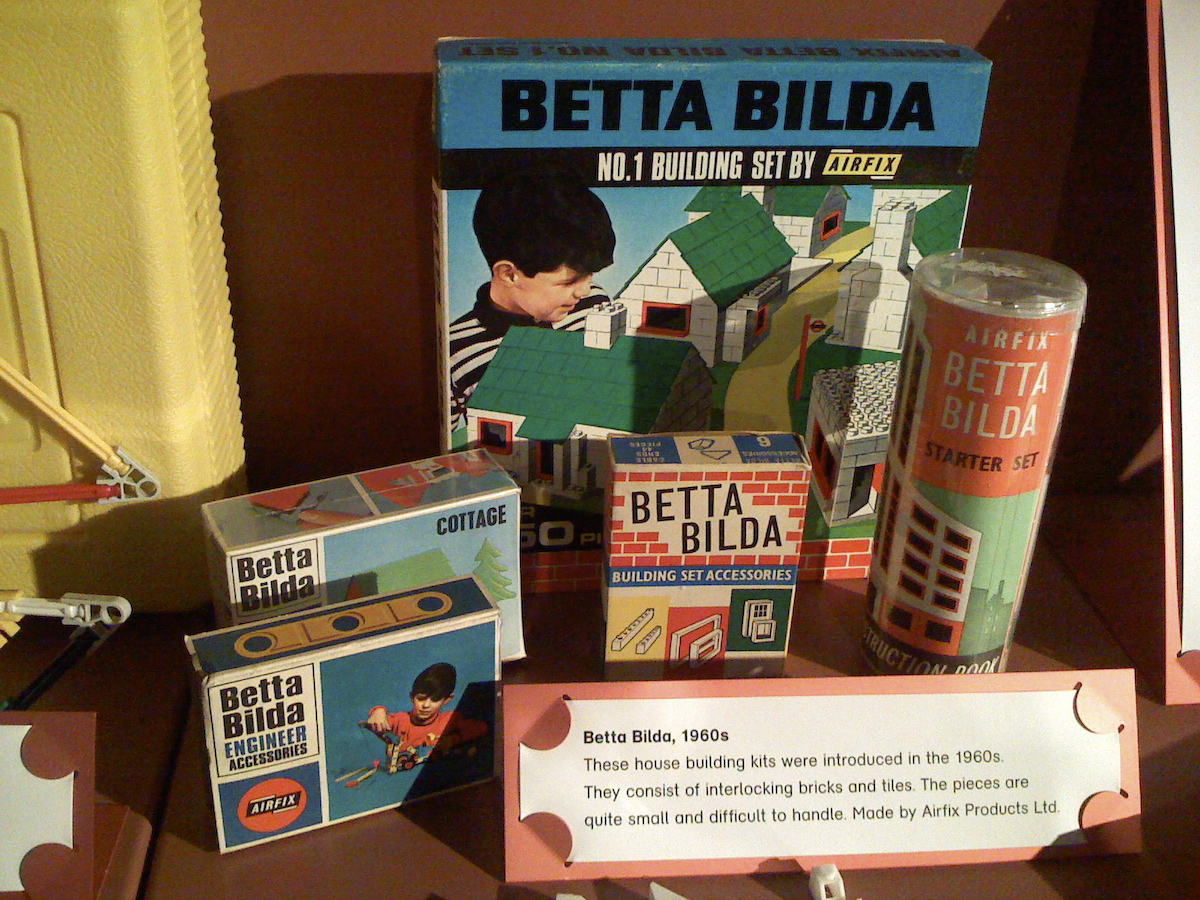
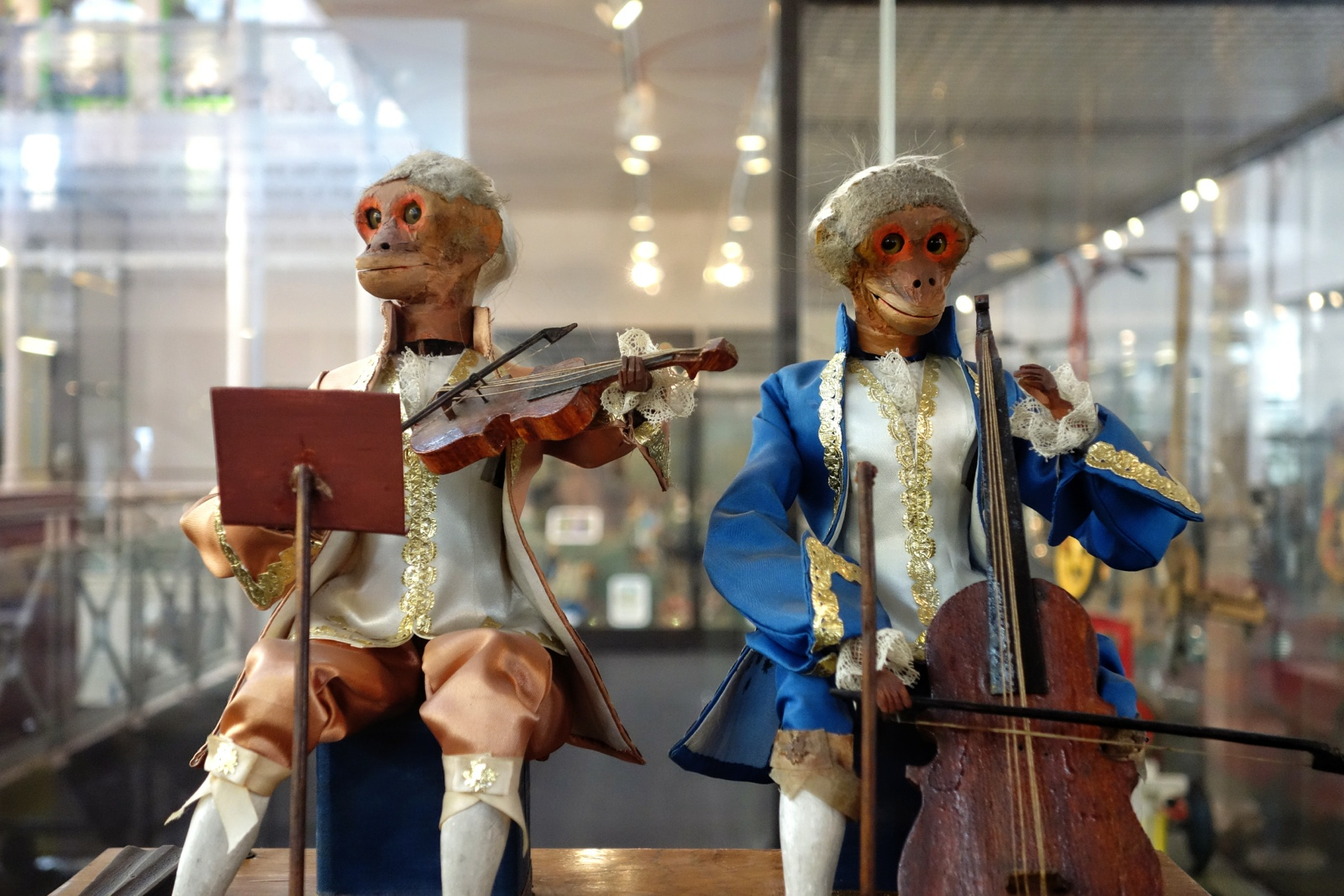
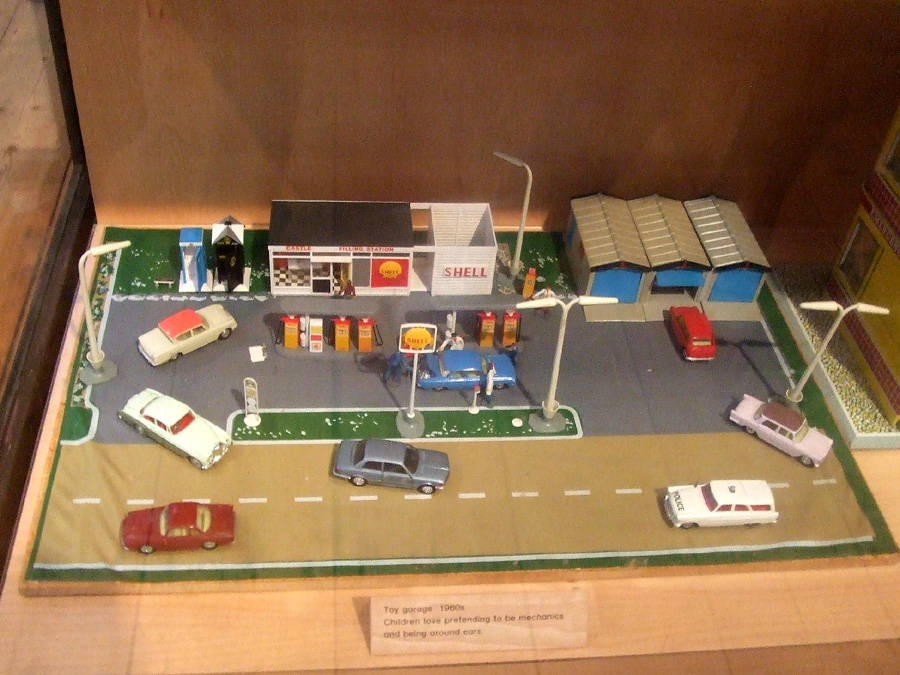
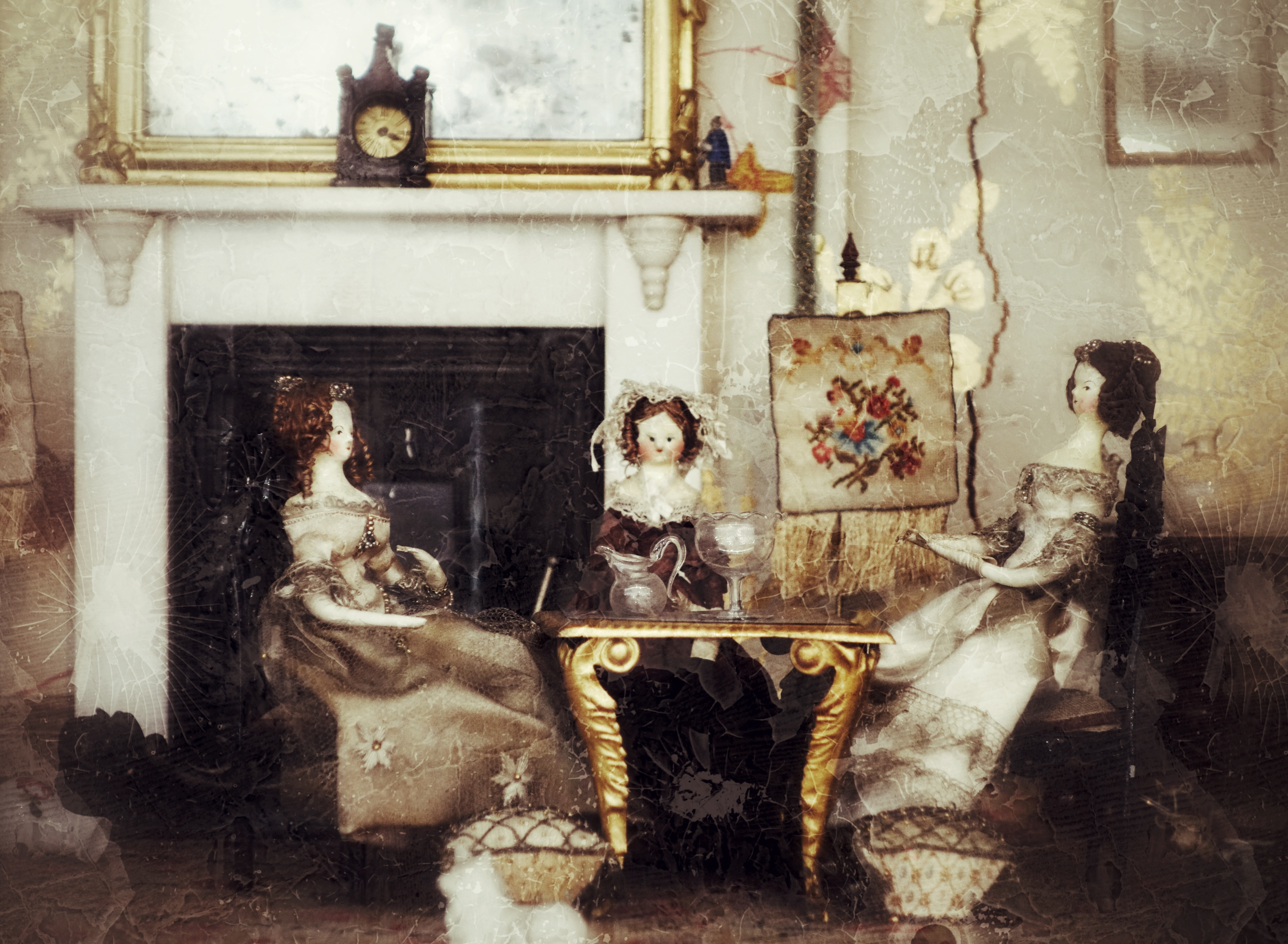
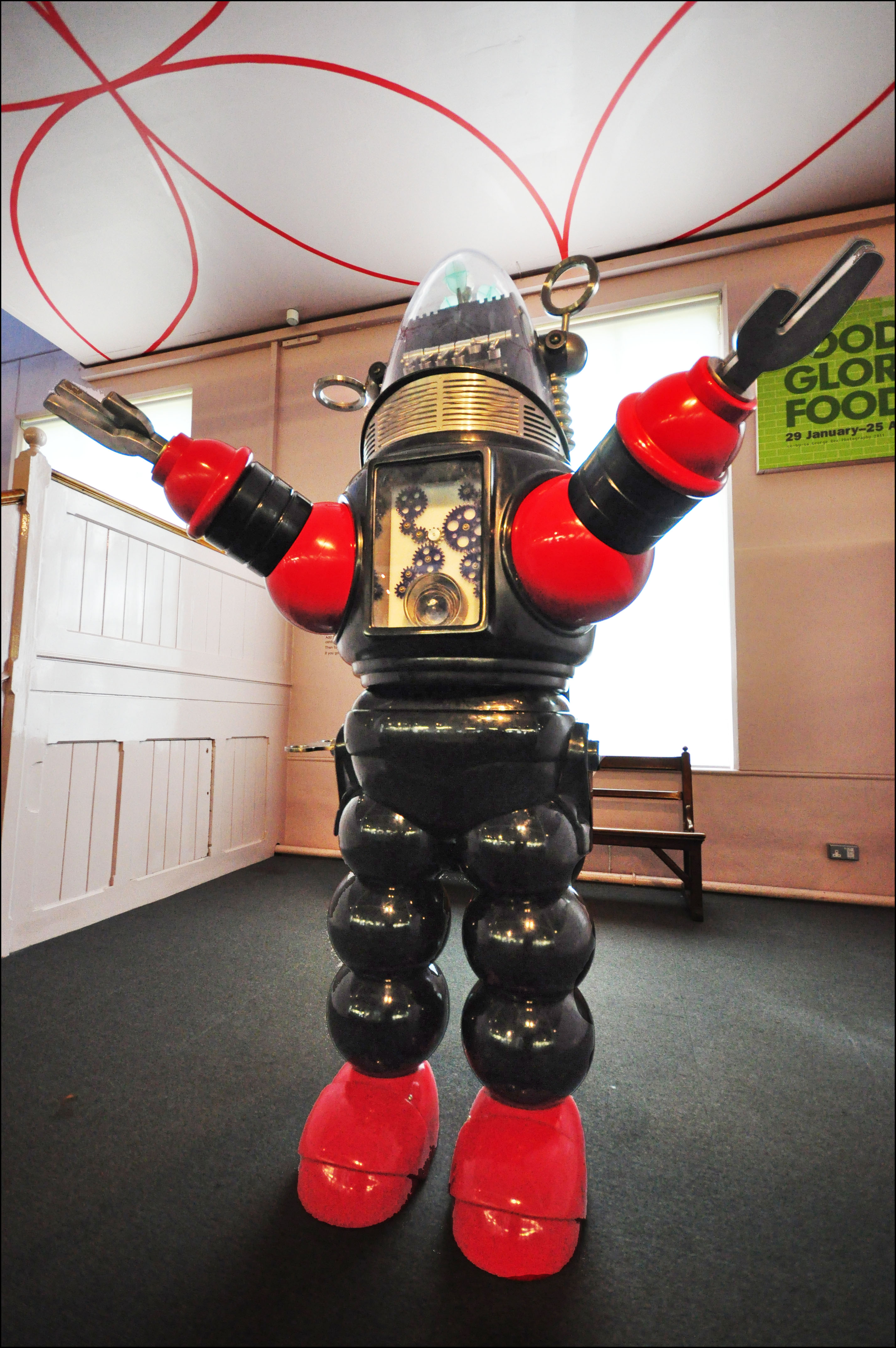
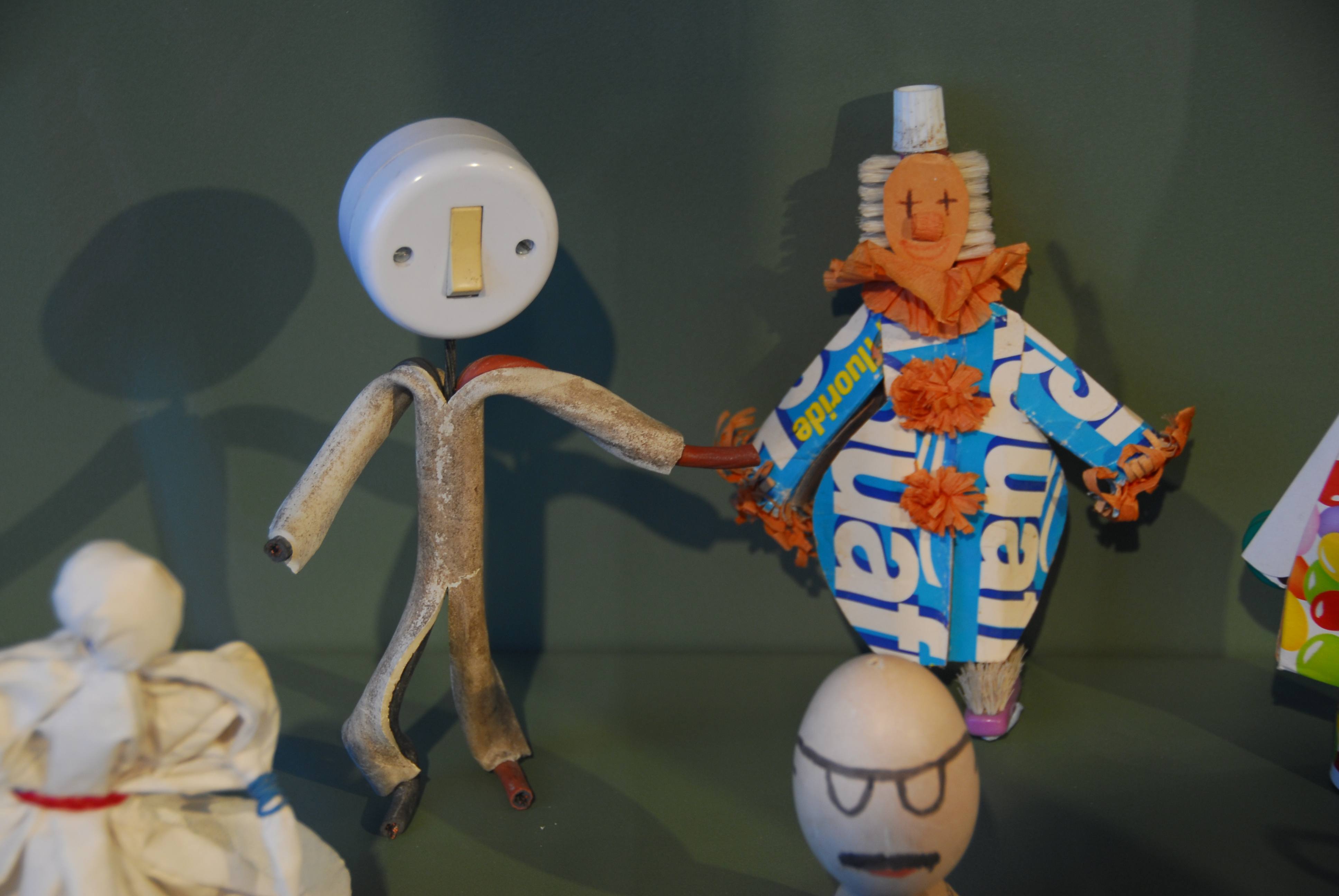
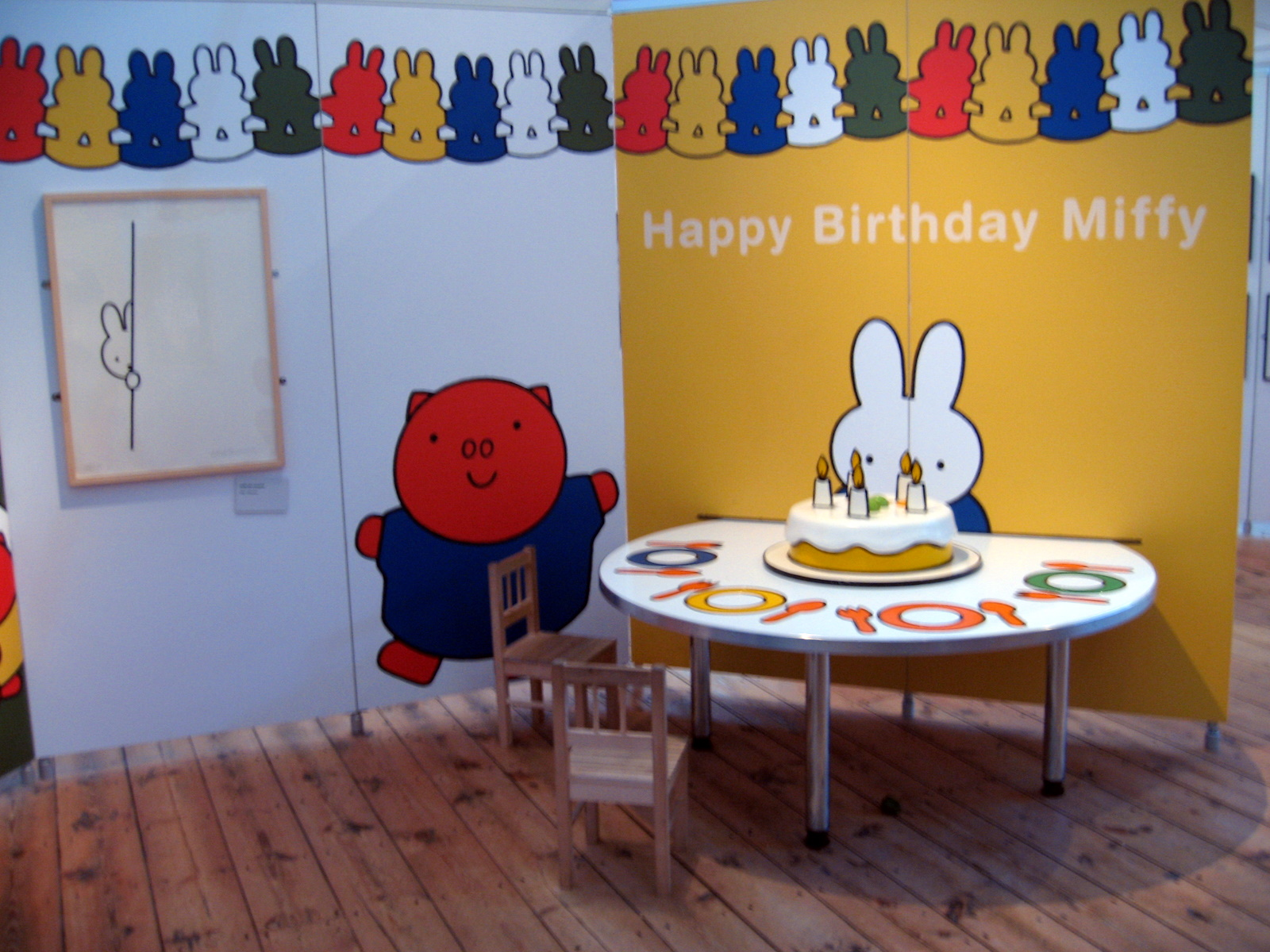
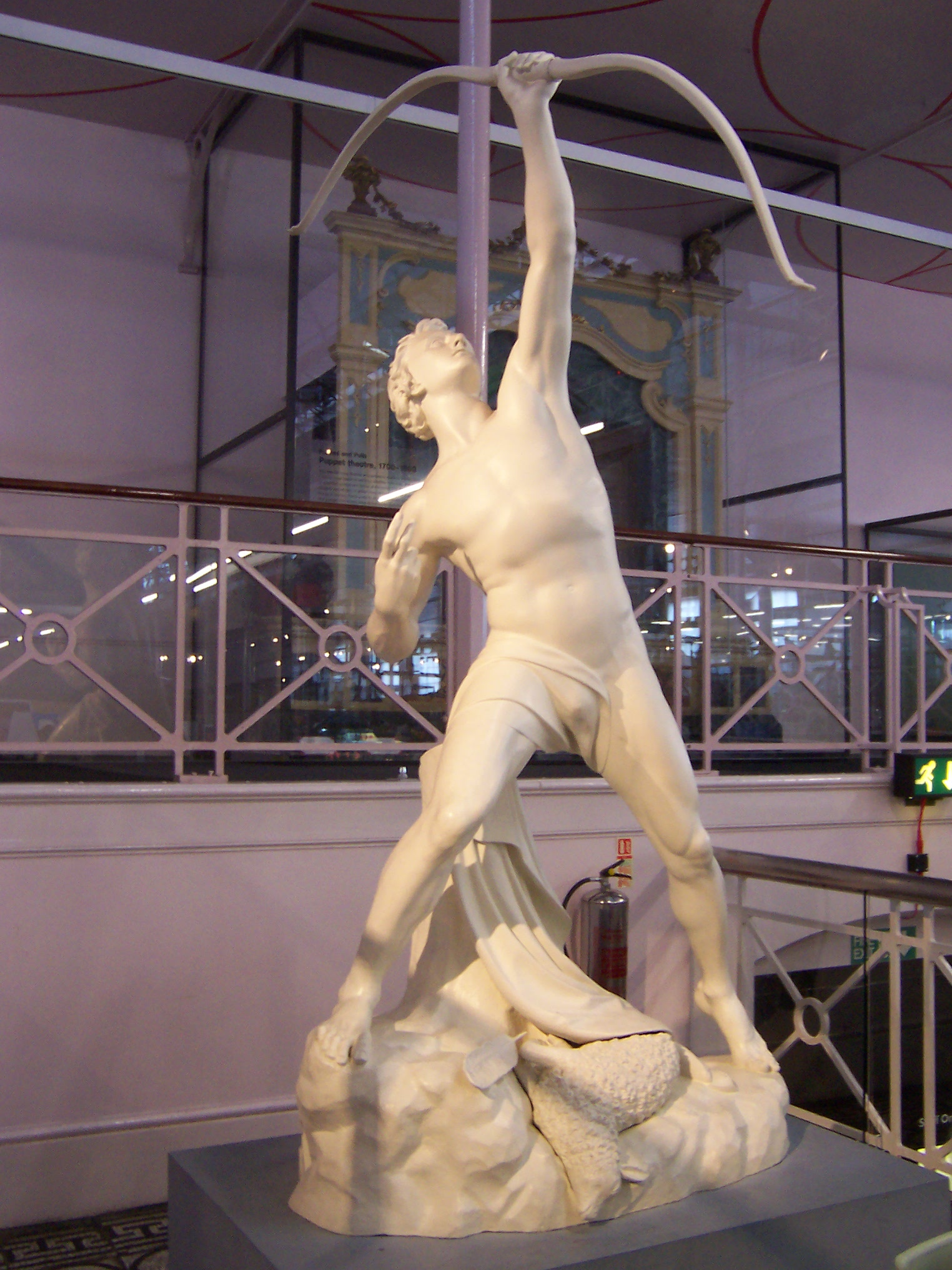

## Просвітницька діяльність
Від початку свого існування музей веде активну просвітницьку діяльність. Для дітей і їхніх батьків організовуються інтерактивні семінари та майстер-класи, де вони в ігровій формі отримують інформацію про колекції та виставки музею. У навчальному центрі проводяться заняття з вивчення історії, мистецтва, дизайну, технологій. Музей тісно співпрацює з навчальними закладами, лікарнями, один день на тиждень його двері відчинено лише для дітей зі спеціальними освітніми потребами. Вхід до Музею дитинства вільний, головним джерелом фінансування його діяльності є бюджетні кошти, що виділяються Міністерством культури, медіа та спорту Великої Британії.